# Powtscha
Powtscha (ukrainisch und russisch Повча; polnisch Pełcza) ist ein Dorf in der Westukraine etwa 17 Kilometer westlich der Rajonshauptstadt Dubno und 58 Kilometer südwestlich der Oblasthauptstadt Riwne am Flüsschen Powtschanka (Повчанка) gelegen.

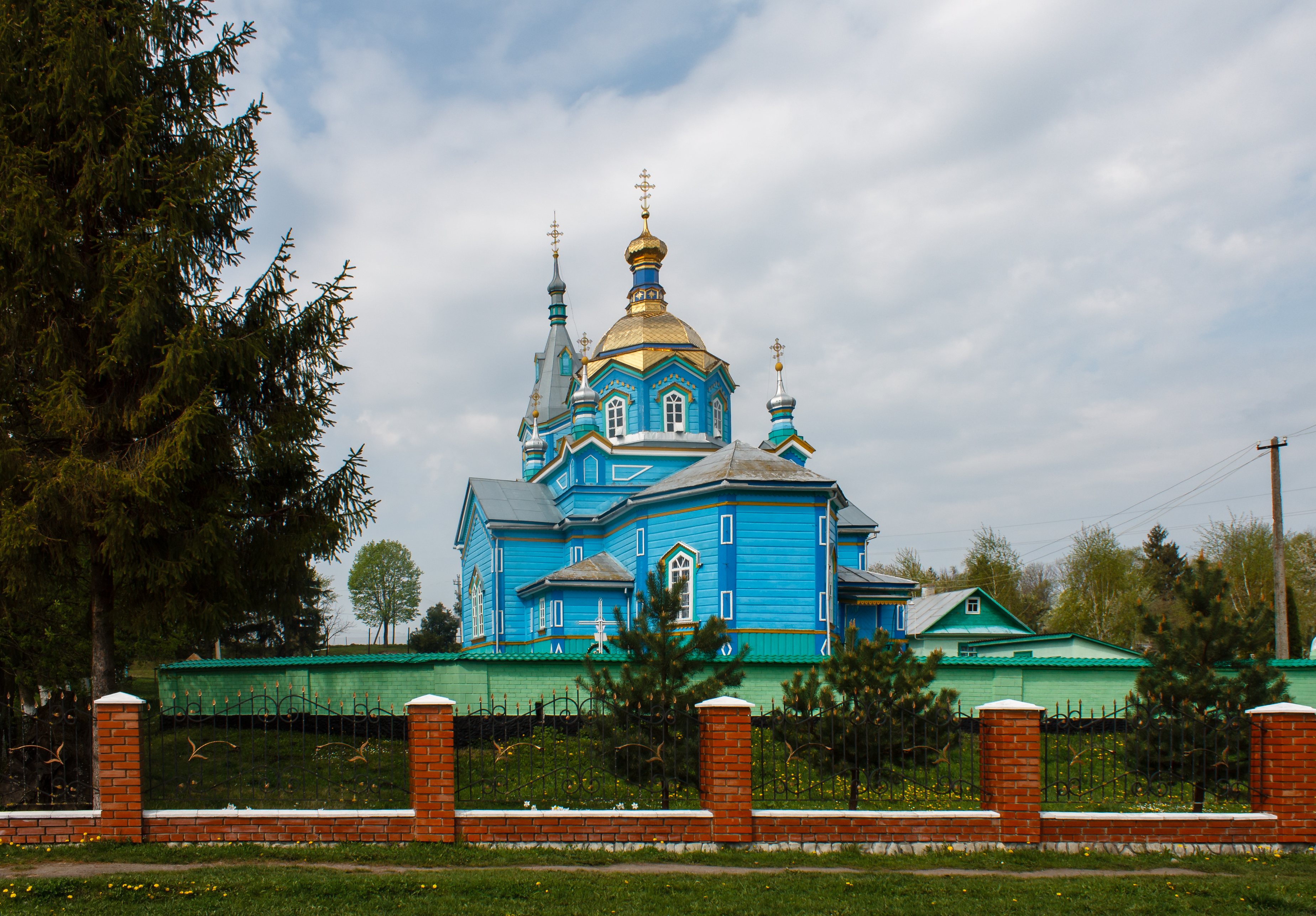
Kirche im Ort

## Geschichte
Der Ort wird 1583 zum ersten Mal schriftlich erwähnt und gehörte dann bis 1793 in der Woiwodschaft Wolhynien zur Adelsrepublik Polen-Litauen. Mit den Teilungen Polens fiel der Ort an das spätere Russische Reich und lag bis zum Ende des Ersten Weltkriegs im Gouvernement Wolhynien.
Nach dem Ersten Weltkrieg kam der Ort zu Polen (in die Woiwodschaft Wolhynien, Powiat Dubno, Gmina Werba), im Zweiten Weltkrieg wurde er zwischen 1939 und 1941 von der Sowjetunion besetzt. Nach dem Überfall auf die Sowjetunion im Juni 1941 wurde er dann bis 1944 von Deutschland besetzt, dies gliederte den Ort in das Reichskommissariat Ukraine in den Generalbezirk Brest-Litowsk/Wolhynien-Podolien, Kreisgebiet Dubno.
Nach dem Krieg wurde der Ort der Sowjetunion zugeschlagen. Dort kam das Dorf zur Ukrainischen SSR und seit 1991 ist sie ein Teil der heutigen Ukraine.

## Verwaltungsgliederung
Am 22. Dezember 2017 wurde das Dorf zum Zentrum der neugegründeten Landgemeinde Powtscha (Повчанська сільська громада Powtschanska silska hromada). Zu dieser zählten noch die 6 in der untenstehenden Tabelle aufgelistetenen Dörfer, bis dahin bildete es zusammen mit dem Dorf Buderasch die Landratsgemeinde Powtscha (Повчанська сільська рада/Powtschanska silska rada) im Westen des Rajons Dubno.
Am 12. Juni 2020 kam noch die Dörfer Myltscha und Pyrjatyn zum Gemeindegebiet.
Folgende Orte sind neben dem Hauptort Powtscha Teil der Gemeinde:
| Name                     | Name       | Name                      | Name       | Name |
| ukrainisch transkribiert | ukrainisch | russisch                  | polnisch   |      |
| ------------------------ | ---------- | ------------------------- | ---------- | ---- |
| Buderasch                | Будераж    | Будераж                   | Buderaż    |      |
| Budy                     | Буди       | Буды                      | Budy       |      |
| Hnatiwka                 | Гнатівка   | Гнатовка (Gnatowka)       | Witosówka  |      |
| Jabluniwka               | Яблунівка  | Яблоновка (Jablonowka)    | Edwardówka |      |
| Mykolajiwka              | Миколаївка | Николаевка (Nikolawjewka) | Cerkwiska  |      |
| Myltscha                 | Мильча     | Мильча (Miltscha)         | Milcza     |      |
| Pidbrussyn               | Підбрусинь | Подбрусинь (Podbrussin)   | Podbrusyń  |      |
| Pyrjatyn                 | Пирятин    | Пирятин (Pirjatin)        | Piratyn    |      |